# Giuseppina Rizzoli Carraro
Giuseppina Rizzoli (Nereto, 1º dicembre 1916 – Milano, 6 dicembre 2005) è stata un'imprenditrice italiana.

## Biografia
Chiamata da tutti Pinuccia, è la secondogenita dell'industriale Angelo Rizzoli (1889-1970), fondatore dell'omonima casa editrice, e di Anna Marzorati (1890-1976), figlia di un piccolo tipografo, sposatisi alla vigilia della Grande Guerra.
Pinuccia vede nascere ed espandersi l'azienda di famiglia. Quando ha otto anni, il padre fonda la casa editrice a Milano, nel 1924, dopo aver iniziato nel 1909 con una sua tipografia in via Cerva, dove la "A. Rizzoli & C." stampava biglietti da visita e cartoncini pubblicitari. A undici anni, nel 1927, assiste all'avvio del nuovo stabilimento di piazza Carlo Erba, in grado di stampare l'Enciclopedia Treccani; la Rizzoli s'impone al grande pubblico con le riviste Il Secolo Illustrato, La Donna, Comoedia, Novella, Omnibus, Bertoldo, Oggi, Annabella, Candido, L'Europeo.
Quattro mesi dopo l'entrata in guerra dell'Italia, il 16 ottobre 1940, Pinuccia sposa Gian Gerolamo Carraro (detto Mimmo), conosciuto nell'agosto del 1936 a Riccione. Lei ha 24 anni, Mimmo 26, è coetaneo e amico del fratello Andrea. Rizzoli padre amava molto Pinuccia; convinse Carraro a lasciare la professione di medico per entrare in azienda. Il 1º febbraio 1942 nasce a Milano il figlio Nicola.
Alla morte del padre, il 24 settembre 1970, Pinuccia e il fratello Andrea ereditano rispettivamente il 30% e il 70% delle quote della famosa impresa di famiglia. Sia Giuseppina che il marito Mimmo entrano a far parte della vita attiva della nuova società: Mimmo viene nominato responsabile del settore libri. Nel 1974 Andrea Rizzoli decide di acquisire l'Editoriale Corriere della Sera, la società che pubblica il primo quotidiano italiano. L'operazione viene portata a termine: nasce la Rizzoli-Corriere della Sera (agosto 1974). Nicola Carraro viene nominato amministratore dell'Editoriale Corriere della Sera, con sede nel complesso di via Scarsellini.
L'anno seguente Nicola, promosso amministratore delegato della «Rizzoli-Corriere della Sera», presenta dati di bilancio gravemente in rosso al termine del primo anno d'esercizio. I Carraro, che avevano sempre avversato la fusione della Rizzoli con il Corriere della Sera, escono definitivamente dalla gestione dell'azienda.
Il 21 dicembre 1976 muore la madre Anna Marzorati, affettuosamente chiamata dal padre Angelo "mammetta" (mamèta). Nel 1977 Nicola si trasferisce a Roma, dove intraprende la carriera di produttore cinematografico.
Nel 1983, dopo l'arresto per bancarotta del nipote Angelone, Giuseppina evita il crollo dell'intera famiglia dando appoggio al figlio del nipote, e al fratello Andrea, per la scomparsa della figlia Isabellina, morta suicida a Montecarlo. Nel 1985, a distanza di 10 anni della cessione delle quote Rizzoli in loro possesso (valutate circa 20 milioni di dollari), Giuseppina e il figlio Nicola ricevono una comunicazione giudiziaria per omesso rientro di capitali dall'estero, inviata dal Sostituto Procuratore della Repubblica Pier Luigi Dell'Osso: madre e figlio avrebbero depositato il ricavato della vendita azionaria in un conto svizzero mai denunciato in Italia.
Giuseppina Rizzoli Carraro viene da tutti descritta come una silenziosa e defilata, sempre elegante, donna d'altri tempi, capace di tenere unite le due famiglie anche nei periodi più bui.
Il 27 maggio del 2000, in occasione dell'inaugurazione del Museo civico, dedicato al padre Angelo Rizzoli, nell'isola d'Ischia - il settecentesco complesso di Villa Arbusto, appartenuto ai duchi d'Atri Acquaviva, riaperto al pubblico dal 17 aprile 1999 -, a cui erano presenti, tra gli altri, il Presidente del Senato Nicola Mancino e il Presidente onorario di RCS Cesare Romiti, Giuseppina dona in una cerimonia privata, lontano dalle telecamere, al sindaco di Lacco Ameno, la somma di 20 milioni di lire in favore delle famiglie svantaggiate dell'isola.
Muore a Milano, il 6 dicembre 2005.